# I Put a Spell on You/Walk on the Water
I Put a Spell on You/Walk on the Water è il secondo singolo dei Creedence Clearwater Revival, pubblicato nel 1968.

## Tracce
Lato A
1. I Put a Spell on You – 4:26 (Screamin' Jay Hawkins)

Lato B
1. Walk on the Water – 4:33 (John Fogerty/Tom Fogerty)